# زانتوموناس
زانتوموناس (نام علمی: Xanthomonas)، سرده (جنس) مهمی از باکتری‌های گرم منفی متعلق به شاخه پروتئوباکتریا، رده گاماپروتئوباکتریا هستند. گونه‌های این باکتری بسیار متنوع هستند. گونه‌زایی متنوع این باکتری توسط نوترکیبی همتا (نام علمی: Homologous recombination) صورت می‌گیرد.

## ویژگی‌ها
گونه‌های این سرده اغلب میله‌ای شکل، بدون اسپور، تاژک دار، کاتالاز مثبت و اکسیداز منفی هستند.

## بیمارگر
گونه‌های مختلف باکتری زانتوموناس، بیمارگر (عامل بیماری) بیماری‌های گیاهی گوناگونی می‌باشند.
بیماری لکه برگی باکتریایی با (نام علمی: bacterial spot) که توسط بیمارگر (نام علمی: Xanthomonas campestris pv. Vesicatoria) به وجود می‌آید، سال‌هاست که زیان‌های زیادی به وجود می‌آورد.
بیماری آتشک برنج که به وسیلهٔ بیمارگر (نام علمی: Xanthomonas oryzae pv. oryzae) به وجود می‌آید، به ویژه در قاره آسیا سبب خسارت‌های بسیار می‌شود.
بیماریی شانکر باکتریایی مرکبات (زغالک مرکبات) که بیمارگر آن (نام علمی: Xanthomonas axonopodis) است.

## روش‌های مهار بیمارگر
سوزاندن درختان، استفاده از سموم شیمیایی و اعمال قوانین قرنطینه‌ای از روش‌های کنترل این بیماری است. استفاده بیش از حد سموم، آثار سوء بر سلامت و اکوسیستم‌ها به همراه خواهد داشت و از طرف دیگر نابودی درختان هزینهٔ هنگفت مالی و زمانی را بر باغداران برای احیای مجدد تحمیل خواهد کرد. روش‌های کنترل زیستی و بهره‌مندی از باکتریوفاژها (ویروس‌های باکتری خوار) راهکار مناسب دیگری است که نه تنها فشار انتخابی بر طبیعت برای شکل‌گیری سویه‌های جدید وارد نمی‌کند، بلکه ممکن است با هزینهٔ بسیار کم در کنترل و ریشه‌کنی بیماری‌های باکتریایی گیاهی از جمله شانکر مرکبات نقش داشته باشد. در این تحقیق برای اولین بار در ایران باکتریوفاژ‌ها از خاک جدا و سپس اثر کنترلی آن‌ها بر روی باکتری زانتوموناس مشاهده گردید.

## کاربرد صنعتی
گونه‌های مختلف زانتموناس نوعی صمغ تولید می‌کنند که صمغ زانتان (به انگلیسی: xanthan gum) خوانده می‌شود و در صنایع بسیاری از جمله شیمی صنایع غذایی، فراورده‌های نفتی و مواد آرایشی کاربرد دارد.
صمغ زانتان نخستین نسل جدید چندقندی برون‌سلولی در علم زیست‌فناوری است که توسط
چندین ریزاندامگان مانند باکتری زانتوموناس کمپستریس (campestris Xanthomonas) تولید می‌شود.